# Иванов, Александр Алексеевич (генерал-полковник)
Алекса́ндр Алексе́евич Ивано́в (24 октября 1928 — 28 сентября 2012, Калининград, Россия) — советский военачальник, заместитель главнокомандующего войсками Западного направления по боевой подготовке, генерал-полковник (5.11.1985).

## Биография
Окончил Военную академию Генерального штаба Вооружённых сил СССР имени К. Е. Ворошилова (1970).
- август 1970 — февраль 1973 — командир 75-й гвардейской танковой дивизии. Генерал-майор танковых войск (15.12.1972)[1].
- февраль 1973 — март 1974 — командир 30-го гвардейского армейского корпуса, г. Выборг, Ленинградский военный округ.
- март 1974 — март 1979 — командующий 11-й гвардейской армией,  Прибалтийский военный округ. Генерал-лейтенант (14.02.1977).
- март 1979 — октябрь 1984 — первый заместитель командующего войсками — член Военного Совета Прибалтийского военного округа.
- октябрь 1984 — 1988 — заместитель главнокомандующего войсками Западного направления по боевой подготовке, главный инспектор группы инспекторов Объединённого стратегического командования Западного военного округа.

Почётный гражданин города Калининграда.
Умер 28 сентября 2012 года.